# Teck Resources
Teck Resources Limited er et canadisk mineselskab med hovedkvarter i Vancouver. De er engageret i udvinding af mineraler som kul, kobber, zink og olie. Sekundært udvindes bly, sølv, guld, molybdæn, germanium, indium og cadmium. Teck Resources blev etableret i 2001 ved en fusion mellem Teck og Cominco.